# 永春镇
永春镇，是中华人民共和国吉林省长春市朝阳区下辖的一个乡镇级行政单位。

## 行政区划
永春镇下辖以下地区：
长春堡村、平安村、向阳村、长岭子村、柳家村、义和村和农丰村。